# Вий
«Вий» — мистическая повесть Н. В. Гоголя, впервые опубликованная в его сборнике «Миргород» (1835). Название повести — это имя славянского демонического существа мужского пола, с которым связан сюжет.

## Сюжет
Три ученика киевской бурсы — Халява, Хома Брут и Тиберий Горобець — отправились на каникулы. По дороге они заплутали в темноте и попросились на ночлег на отдалённом хуторе. Один из учеников, Хома Брут, по странной воле старухи-хозяйки получил место для ночлега в хлеву. Готовясь в темноте ко сну, Хома был напуган неожиданным визитом хозяйки; та вскочила на него верхом и поскакала по полям и буеракам. Измученный Хома стал читать молитвы и заметил, что чары ведьмы слабеют. Одна из молитв помогла ему освободиться. Хома сам вскочил верхом на старуху и стал погонять её, охаживая поленом. К утру чары окончательно развеялись, и ведьма превратилась в прекрасную панночку, в полном изнеможении упавшую на землю.
Хома Брут, потрясённый случившимся, решил не заниматься репетиторством, а вернуться в Киев и провести каникулы в пустом общежитии бурсы. Однако через несколько дней он получает приказ от ректора бурсы — отправиться к некоему богатому сотнику, чтобы читать молитвы над его умирающей дочерью-красавицей. Хома, подозревая, что это связано с его недавним приключением, пытался всячески отвертеться от поручения, но у него ничего не вышло. Люди сотника заперли его на ночь в церкви вместе с успевшей помереть дочерью сотника, и Хома приступил к молитвам. Бурсак посмотрел в лицо покойной и убедился, что это та самая панночка, которая скакала на нём.
Три ночи Хома читал молитвы. В первую ночь труп выбрался из гроба и стал искать Хому. Догадливый бурсак очертил вокруг себя круг на полу — и нечистая сила ничего не могла с ним сделать. После этого ведьма пыталась прорваться через круг, оберегавший Хому, в гробу, на котором она летала по церкви, но опять у неё ничего не вышло. На вторую ночь дело пошло страшнее: ведьма стала звать нечистую силу, и всю ночь Хома слышал скрежет когтей и удары крыльев. Бурсак вышел из церкви наутро весь поседевший. Многие жители были напуганы этим изменением. Понимая, что на следующую ночь события могут быть ещё хуже Хома сказал Сотнику, что больше не хочет читать молитвы над усопшей Панночкой. В ответ на отказ Сотник пригрозил Хоме Бруту поркой с помощью канчуков. После этого Хома предпринял попытку сбежать из села, но вовремя был настигнут Евтухом.
На третью ночь в церковь набилось огромное число чудовищ, ещё больше, чем на вторую ночь. Все искали бурсака, но не могли найти. Ради того, чтобы увидеть его, они привели Вия — некоего гнома с железным лицом и веками до земли. Чтобы Вий мог видеть, нечисти пришлось поднимать ему веки.
Хома чувствовал, что не стоит смотреть Вию в глаза, однако не выдержал и глянул. Тотчас Вий указал на него пальцем, и нечисть накинулась на незадачливого бурсака. Хома Брут погиб перед последним голосом петуха, означавшего начало дня. Нечисть, кинувшись вон из церкви, застряла в окнах и дверях.
Другие два бурсака, обсуждая смерть Хомы, утверждают, что если бы он не испугался, то смог бы спастись.

## Фольклорная основа
Образ Вия со всеми признаками, присущими персонажу Гоголя, в славянском фольклоре не встречается, при этом в фольклоре существуют персонажи с отдельными чертами этого образа, что дало Елене Левкиевской основание считать образ Вия собранным из разных мифологических персонажей непосредственно Гоголем. Для своей повести Гоголь использовал распространённый фольклорный сюжет, известный как «Принцесса в саване».

## Редакции
В ранних экземплярах издания 1835 года финальная сцена в церкви включала подробное описание чудовищ, призванных ведьмой:

«Выше всех возвышалось странное существо в виде правильной пирамиды, покрытое слизью. Вместо ног у него было внизу с одной стороны половина челюсти, с другой — другая; вверху, на самой верхушке этой пирамиды, высовывался беспрестанно длинный язык и беспрерывно ломался на все стороны. На противоположном крылосе уселось белое, широкое, с какими-то отвисшими до полу белыми мешками, вместо ног; вместо рук, ушей, глаз висели такие же белые мешки. Немного далее возвышалось какое-то чёрное, всё покрытое чешуею, со множеством тонких рук, сложенных на груди, и вместо головы вверху у него была синяя человеческая рука. Огромный, величиною почти с слона, таракан остановился у дверей и просунул свои усы. С вершины самого купола со стуком грянулось на средину церкви какое-то чёрное, всё состоявшее из одних ног; эти ноги бились по полу и выгибались, как будто бы чудовище желало подняться. Одно какое-то красновато-синее, без рук, без ног протягивало на далекое пространство два своих хобота и как будто искало кого-то».
С. П. Шевырёв подверг эту сцену критике, отметив, что «призрак тогда страшен, когда в нём есть какая-то неопределённость», с чем согласился В. Г. Белинский. В поздних экземплярах того же издания имеется целый ряд отличий от ранних, а в 1842 году вышло новое издание, с очередными изменениями в тексте. В числе прочего, Гоголь, прислушавшись к критике, существенно сократил описание чудовищ:

«Не имел духу разглядеть он их; видел только, как во всю стену стояло какое-то огромное чудовище в своих перепутанных волосах, как в лесу; сквозь сеть волос глядели страшно два глаза, подняв немного вверх брови. Над ним держалось в воздухе что-то в виде огромного пузыря, с тысячью протянутых из середины клещей и скорпионных жал. Чёрная земля висела на них клоками».
В 1937 году вышло издание повести, подготовленное на основе текста издания 1842 года с правками по изданию 1835 года и рукописному тексту.

## Экранизации
- «Вий» (1909) — немой фильм Василия Гончарова, не сохранился;
- «Вий» (1912) — немой фильм, не сохранился;
- «Вий» (1916) — немой фильм Владислава Старевича, не сохранился;
- «Вий» (1967) — фильм Георгия Кропачёва и Константина Ершова;
- «Святое место» (серб. Свето место, 1990) — югославская экранизация, режиссёр — Джордже Кадиевич;
- «Танец дьявола» (1992) — российский фильм-балет режиссёра Олега Григоровича;
- «Вий» (1996) — мультфильм А. Грачёвой;
- «Ведьма» (2006) — фильм Олега Фесенко по мотивам повести;
- «Вий» (2014) — в формате 3D, вольная экранизация повести;
- «Гоголь. Вий» — фильм Егора Баранова, вышел 5 апреля 2018 года;

С сюжетом «Вия» перекликается сюжет «Маски Сатаны» (реж. Марио Бава) и «От заката до рассвета» (реж. Роберт Родригес).

## В культуре
- В. Дорошевич, «Вий» (1900);
- А. М. Ремизов, «Летавица» (1908), «С пьяных глаз» (1954), «Сверкающая красота» (1954);
- Саша Чёрный, «Смех сквозь слёзы» (1909), «Диспут» (1925);
- В. Хлебников, «В руках забытое письмо коснело…» (1912);
- К. Бальмонт, «Прощание с древом» (1917);
- В. Маяковский, «Письмо Татьяне Яковлевой» (1928);
- О. Мандельштам, «Как по улицам Киева-Вия…» (1937);
- Братья Стругацкие, «Понедельник начинается в субботу» (1965).

Сюжет видеоклипа американской рок-группы DevilDriver на песню «Dead to Rights» вдохновлён фильмом «Вий» 1967 года.